# Слепньов Маврикій Трохимович
Маври́кій Трохи́мович Слепньо́в (рос. Маврикий Трофимович Слепнёв; 27 червня 1896 — 19 грудня 1965) — радянський військовий і полярний льотчик, полковник авіації (1936). Герой Радянського Союзу (20.04.1934).

## Життєпис
Народився у селі Ямсковичі, нині Кінгісеппського району Ленінградської області. Росіянин. Навчався у торговельній школі, працював на заводі електроапаратури.
У 1914 році призваний до Російської імператорської армії. У 1915 році закінчив школу прапорщиків. Учасник Першої світової війни. У 1917 році закінчив Гатчинську льотну школу. Був командиром авіаційного загону. Останнє військове звання — штабс-капітан.
У 1917 році пристав до більшовиків. Під час Жовтневого перевороту очолював загін Червоної гвардії Лузького району Петрограда.
У лютому 1918 року добровільно вступив до лав Червоної армії. До вересня 1918 року — заступник начальника авіагрупи Лузької стрілецької дивізії, до лютого 1919 року — командир 1-го загону, згодом — льотчик Ярославської авіагрупи. У 1919 році закінчив курси при Військово-інженерній академії РСЧА. Учасник Громадянської війни в Росії: з жовтня 1919 року — військовий інженер 25-ї стрілецької дивізії на Східному і Західному фронтах.
У липні 1923 року закінчив Московську вищу військову авіаційну школу льотчиків і був залишений при школі льотчиком-інструктором. З 1925 року — льотчик Цивільного Повітряного Флоту (ЦПФ СРСР) із залишенням у кадрах РСЧА: протягом 1925—1928 років здійснював освоєння нових повітряних трас у Середній Азії, одночасно виконуючи бойові завдання командування РСЧА у ході боротьби з басмацтвом; з 1929 року — у Східному Сибіру; з 1931 року — в Арктиці.
З 1933 року — інженер-пілот авіаційного управління Північного морського шляху в Москві. У лютому 1934 року разом з Г. Ушаковим і С. Леваневським був відряджений до США з метою закупівлі літаків для порятунку челюскінців. За один рейс евакуював з крижини п'ятьох чоловік, згодом доправив хворого О. Шмідта з Чукотки на лікування до США.
У 1934—1935 роках — командир авіаційного загону при НДІ ЦПФ. У 1936 році закінчив Військово-повітряну академію імені М. Є. Жуковського. З 1936 року — заступник начальника, з 1937 року — начальник Головної інспекції ЦПФ. Одночасно, протягом 1935—1937 років, командував підрозділом дирижаблів. У 1939—1940 роках — начальник Академії ЦПФ. У 1941 році закінчив курси удосконалення командного складу при Академії Генерального штабу РСЧА.
Учасник німецько-радянської війни: з серпня 1941 року — заступник командира 63-ї авіаційної бригади ВПС Чорноморського флоту. З січня 1942 року проходив військову службу в Головному управлінні ВПС ВМФ: командир з формувань, з вересня 1942 — начальник 5-го відділу, з січня 1943 — начальник відділу перелетів. З жовтня 1944 року — старший офіцер з повітряного права міжнародно-правового відділу Головного штабу ВМФ СРСР.
У 1946 році полковник М. Т. Слепньов вийшов у відставку. Займався літературною діяльністю. Мешкав у Москві, де й помер. Похований на Новодівочому цвинтарі.

## Нагороди
Постановою ЦВК СРСР від 20 квітня 1934 року за мужність і героїзм, виявлені при рятуванні челюскінців, Слепньову Маврикію Трохимовичу присвоєне звання Героя Радянського Союзу з врученням грамоти ЦВК СРСР. Після введення особливого знаку відзнаки — медалі «Золота Зірка» у 1939 році, отримав нагороду за № 5.
Нагороджений двома орденами Леніна (20.04.1934, 21.02.1945), орденом Червоного Прапора (03.11.1944), медалями, а також орденом Червоного Півмісяця Таджицької РСР.
Крім того, був нагороджений нагородами Російської імперії: Анненською зброєю «За хоробрість», орденами Святого Станіслава 3-го ступеня з мечами і бантом, Святої Анни 3-го ступеня з мечами і бантом, медаллю «300-річчя Дому Романових».

## Твори
- Слепнёв М. Т. В снегах Сибири. — М.: Осоавиахим, 1930. (рос.)
- Слепнёв М. Т. Первые Герои Советского Союза. — М.: ДОСААФ, 1955. (рос.)

## Вшанування пам'яті
Ім'ям Маврикія Слепньова названо одну з московських вулиць.